# Pryszczyrnica
Pryszczyrnica (Aizoon) – rodzaj roślin z rodziny pryszczyrnicowatych (Aizoaceae). Obejmuje co najmniej 61 gatunków. Występują one w południowej, wschodniej i północnej Afryce, w południowej Hiszpanii i południowo-zachodniej Azji. Aizoon canariense jest rośliną pokarmową dla Tuaregów.

## Morfologia
Rośliny zielne całymi pędami owłosionymi. Liście zwykle gęsto osadzone na pędzie, płaskie lub walcowate, siedzące lub ogonkowe. Kwiaty pojedyncze lub wyrastają w grupach w kątach liści. Okwiat zróżnicowany na działki kielicha i płatki korony, płatki białe, żółte lub różowe. Pręciki w liczbie od kilku do wielu, o cienkich nitkach. Owocem jest torebka na szczycie wgłębiona, 5- do 10-komorowa.

## Systematyka
Pozycja według APweb (aktualizowany system APG IV z 2016)
Przedstawiciel rodziny pryszczyrnicowatych (Aizoaceae) należącej do rzędu goździkowców (Caryophyllales) reprezentującego dwuliścienne właściwe.
Wykaz gatunków
- Aizoon acutifolium (Adamson) Klak
- Aizoon affine (Sond.) Klak
- Aizoon africanum (L.) Klak
- Aizoon asbestinum Schltr.
- Aizoon canariense L.
- Aizoon collinum (Eckl. & Zeyh.) Klak
- Aizoon cryptocarpum (Fenzl) Klak
- Aizoon crystallinum Eckl. & Zeyh.
- Aizoon cymosum (Adamson) Klak
- Aizoon dregeanum (Fenzl ex Sond.) Klak
- Aizoon ecklonis (Walp.) Klak
- Aizoon exiguum (Adamson) Klak
- Aizoon filiforme (Thunb.) Klak
- Aizoon fruticosum L.f.
- Aizoon giessii Friedrich
- Aizoon glanduliferum (Bittrich) Klak
- Aizoon glinoides L.f.
- Aizoon herniariifolium (C.Presl) Klak
- Aizoon hispidissimum (Fenzl ex Sond.) Klak
- Aizoon karooicum Compton
- Aizoon mezianum (K.Müll.) Klak
- Aizoon namaense (Schinz) Klak
- Aizoon neorigidum Klak
- Aizoon pallens (Eckl. & Zeyh.) Klak
- Aizoon paniculatum L.
- Aizoon papulosum Eckl. & Zeyh.
- Aizoon plinthoides Klak
- Aizoon portulacaceum (Fenzl ex Sond.) Klak
- Aizoon prostratum (G.Schellenb. & Schltr.) Klak
- Aizoon pruinosum (Sond.) Klak
- Aizoon pubescens Eckl. & Zeyh.
- Aizoon rehmannii (G.Schellenb.) Klak
- Aizoon rigidum L.f.
- Aizoon sarcophyllum (Fenzl ex Sond.) Klak
- Aizoon sarmentosum L.f.
- Aizoon schellenbergii Adamson
- Aizoon secundum L.f.
- Aizoon sericeum (Pax) Klak
- Aizoon subcarnosum (Adamson) Klak
- Aizoon virgatum Welw. ex Oliv.
- Aizoon zeyheri Sond.